# The Rise and Fall of a Midwest Princess
The Rise and Fall of a Midwest Princess es el álbum de estudio debut de la cantante y compositora estadounidense Chappell Roan. Lanzado el 22 de septiembre de 2023 a través de Amusement Records, un sello de Island Records propiedad del productor del álbum, Dan Nigro. Principalmente un disco pop. The Rise and Fall of a Midwest Princess también contiene elementos de synth-pop, pop rock, new wave, folk-pop, rock, dance-pop, country y disco.
Escrito y producido junto a Nigro desde 2018, Midwest Princess se destaca por su sonido pop «camp» y su influencia de las artes escénicas LGBT, como los espectáculos de drag. 
El álbum está inspirado en la experiencia de Roan al dejar su ciudad natal en Misuri para mudarse a Los Ángeles en busca de una carrera como cantante. Durante su viaje de autodescubrimiento, Roan exploró el amor, el desamor y abrazó su identidad sexual, temas que se convirtieron en el centro del álbum. Después de ser abandonada por su sello discográfico, Roan continuó su carrera como artista independiente, lanzando canciones que formarían la base de Midwest Princess.
Midwest Princess fue recibido con gran aclamación y elogiado por los críticos musicales por su naturaleza audaz, innovadora y cargada de emociones.[cita requerida] Las reseñas también destacaron la mezcla atractiva de una composición afilada, elementos dinámicos de pop y la interpretación vocal de Roan. Varias publicaciones lo clasificaron en múltiples listas de los mejores álbumes del año 2023.
A pesar de no ser un éxito comercial inmediato. Midwest Princess consiguió atraer a seguidores en los meses posteriores a su lanzamiento hasta llegar ser considerado como un «éxito comercial durmiente» para comienzos de 2024. El éxito comercial del álbum se le atribuye en parte influenciado por el papel de Roan como telonera en el Guts World Tour de Olivia Rodrigo, sus presentaciones en festivales de música como Coachella y Governors Ball, y el éxito de su sencillo posterior, «Good Luck, Babe!». 
Para junio de 2024, The Rise and Fall of a Midwest Princess había comenzado a escalar en algunas listas, alcanzando el número uno en Irlanda, Nueva Zelanda y el Reino Unido. Además de conseguir el segundo puesto en el Billboard 200 de Estados Unidos superado únicamente por The Tortured Poets Department de Taylor Swift. Seguido de su surgimiento, sus sencillos «My Kink Is Karma», «Femininomenon», «Casual», «Pink Pony Club», «Red Wine Supernova» y «Hot to Go!» ingresaron en el Billboard Hot 100 por primera vez meses posteriores a su lanzamiento.
Roan promocionó el álbum encabezando la gira Midwest Princess Tour en 2023 y 2024, junto con apariciones en la serie de conciertos Tiny Desk de NPR Music, The Late Show with Stephen Colbert y The Tonight Show Starring Jimmy Fallon.

## Antecedentes y grabación
Roan firmó con Atlantic Records y se mudó a Los Ángeles en 2017, cuando lanzó el EP School Nights, un proyecto con influencias folk que luego admitió "odiaba". En 2018, Roan comenzó a trabajar con Dan Nigro, y finalmente lanzó el primer sencillo del álbum, “Pink Pony Club”, en abril de 2020, después de que Atlantic Records dijera “no” a la canción durante un año. Más tarde, en 2020, Roan fue despedida de Atlantic. Además de romper con su novio de más de cuatro años y lidiar con la pandemia de COVID-19, Roan regresó a su estado natal de Misuri. Trabajó en varios empleos para ahorrar dinero y poder regresar a Los Ángeles, momento en el que retomó su trabajo con Nigro y firmó con su sello Amusement, subsidiario de Island Records.Roan comentó que The Rise and Fall of a Midwest Princess le permitió "aceptar su identidad queer".

## Recepción

### Crítica
The Rise and Fall of a Midwest Princess recibió elogios de la crítica tras su lanzamiento.Olivia Horn de Pitchfork calificó el álbum como "una introducción audaz y estruendosa, impulsada por una composición sólida y una indiferencia acerada hacia el buen gusto", añadiendo que Roan está "bendecida con una voz poderosa y versátil". Otis Robinson de DIY lo describió como "reflexivo, un poco desquiciado y completamente contradictorio, fusionando la seriedad del alt-pop de Lana Del Rey con el encanto preppy desenfrenado de Lorde, para lanzarse de lleno en una diversión emocional y caótica".
Hannah Mylrea de NME lo denominó un "álbum descarado y excéntrico lleno de grandes éxitos pop", además de un "álbum que combina los electrizantes estilos pop de Roan con su divertida e irresistible composición".Sam Franzini de The Line of Best Fit opinó que Roan "es una fuerza imparable en su álbum debut. Aborda cada rincón de la sexualidad humana, la psicología, el deseo y la lujuria, todo en algunos de los coros más pegajosos de este año". Robert Moran de The Sydney Morning Herald lo describió como "el pop en su forma más divertida y afirmadora de la vida".

### Reconocimientos
The Rise and Fall of a Midwest Princess fue incluido en varias listas de los mejores álbumes de 2023, ocupando posiciones en The A.V. Club (2°),TIME (4°),Nylon (8°),Dork (11°),Rolling Stone (12°),Billboard (13°), The Skinny (19°),y en listas no clasificadas de Uproxx,Alternative Press,y Vogue. También fue listado como uno de los 22 mejores álbumes pop de 2023 por Pitchforky fue nombrado el Álbum Número Uno de 2023 por Pop Buzz.

## Lista de canciones
| The Rise and Fall of a Midwest Princess |                                   |          |  |
| N.º                                     | Título                            | Duración |  |
| 1.                                      | «Femininomenon»                   | 3:39     |  |
| 2.                                      | «Red Wine Supernova»              | 3:12     |  |
| 3.                                      | «After Midnight»                  | 3:24     |  |
| 4.                                      | «Coffee»                          | 3:25     |  |
| 5.                                      | «Casual»                          | 3:52     |  |
| 6.                                      | «Super Graphic Ultra Modern Girl» | 3:03     |  |
| 7.                                      | «Hot to Go!»                      | 3:04     |  |
| 8.                                      | «My Kink Is Karma»                | 3:42     |  |
| 9.                                      | «Picture You»                     | 3:07     |  |
| 10.                                     | «Kaleidoscope»                    | 3:42     |  |
| 11.                                     | «Pink Pony Club»                  | 4:18     |  |
| 12.                                     | «Naked in Manhattan»              | 3:31     |  |
| 13.                                     | «California»                      | 3:18     |  |
| 14.                                     | «Guilty Pleasure»                 | 3:44     |  |

## Posicionamiento en listas
| Lista (2024-25)                     | Posición |
| ----------------------------------- | -------- |
| Argentina                           | 3        |
| Australia (ARIA)                    | 4        |
| Austria (Ö3 Austria)                | 34       |
| Bélgica (Ultratop flamenca)         | 13       |
| Bélgica (Ultratop valona)           | 106      |
| Canadian Albums (Billboard)         | 7        |
| Países Bajos (Album Top 100)        | 8        |
| Finlandia (Suomen Virallinen Lista) | 19       |
| Alemania (Offizielle Top 100)       | 41       |
| Icelandic Albums (Plötutíðindi)     | 14       |
| Irlanda (OCC)                       | 1        |
| Lithuanian Albums (AGATA)           | 32       |
| New Zealand Albums (RMNZ)           | 1        |
| Noruega (VG-lista)                  | 23       |
| Portugal (AFP)                      | 36       |
| Escocia (Scottish Albums Chart)     | 1        |
| España (PROMUSICAE)                 | 64       |
| Swedish Albums (Sverigetopplistan)  | 38       |
| Suiza (Schweizer Hitparade)         | 22       |
| Reino Unido (UK Albums Chart)       | 1        |
| US Billboard 200                    | 2        |

## Certificaciones
| País           | Organismo certificador | Certificación | Ventas certificadas | Ref.   |
| -------------- | ---------------------- | ------------- | ------------------- | ------ |
| Canadá         | Music Canada           | Platino       | 80 000              | [ 44 ] |
| Estados Unidos | RIAA                   | Platino       | 1 000               | [ 45 ] |
| Nueva Zelanda  | RMNZ                   | Platino       | 15 000              | [ 46 ] |
| Reino Unido    | BPI                    | Platino       | 300 000             | [ 47 ] |